# Pastores (Sacatepéquez)
Pastores —o San Dionisio Pastores (en honor a su santo patrono Dionisio Areopagita)— es un municipio del departamento de Sacatepéquez de la región central de la República de Guatemala.
Luego de la Independencia de Centroamérica en 1821, el Estado de Guatemala estableció circuitos y distritos para la impartición de justicia por medio de juicios de jurados en 1825 y el poblado de San Dionisio Pastores se incluyó al circuito de la Antigua en el distrito N.º8 (Sacatepéquez). 

## Demografía
Pastores contaba con un total de 18 817 habitantes según el censo de población realizado en 2018. La población se divide en las dos áreas que conforman el municipio, urbana y rural, contando con un 34 % el área rural y el 66 % le pertenece al área urbana.

## Geografía física
El municipio de Pastores tiene una extensión territorial de 19 kilómetros cuadrados.

### Ubicación geográfica
Pastores se encuentra en del departamento de Sacatepéquez y a una corta distancia de 7 km de la cabecera departamental Antigua Guatemala.
Está rodeado por municipios del departamento de Sacatepéquez:
- Norte: Sumpango
- Sur: San Antonio Aguas Calientes y Santa Catarina Barahona
- Este: Jocotenango
- Sureste: Antigua Guatemala[4]

|  | Norte: Sumpango                                          |                            |
|  |                                                          | Este: Jocotenango          |
|  | Sur: San Antonio Aguas Calientes Santa Catarina Barahona | Sureste: Antigua Guatemala |

## Gobierno municipal
Los municipios se encuentran regulados en diversas leyes de la República, que establecen su forma de organización, lo relativo a la conformación de sus órganos administrativos y los tributos destinados para los mismos.  Aunque se trata de entidades autónomas, se encuentran sujetas a la legislación nacional. Las principales leyes que rigen a los municipios en Guatemala desde 1985 son:
| N.º | Ley                                                | Descripción |
| --- | -------------------------------------------------- | --- |
| 1   | Constitución Política de la República de Guatemala | Tiene una regulación legal específica para los municipios en los artículos 253 al 262. |
| 2   | Ley Electoral y de Partidos Políticos              | Ley de carácter constitucional aplicable a los municipios en el tema de la conformación de sus autoridades electas. |
| 3   | Código Municipal                                   | Decreto 12-2002 del Congreso de la República de Guatemala. Tiene la categoría de ley ordinaria y contiene preceptos generales aplicables a todos los municipios, e inclusive contiene legislación referente a la creación de los municipios.             |
| 4   | Ley de Servicio Municipal                          | Decreto 1-87 del Congreso de la República de Guatemala. Regula las relaciones entra la municipalidad y los servidores públicos en materia laboral. Tiene su base constitucional en el artículo 262 de la constitución que ordena la emisión de la misma. |
| 5   | Ley General de Descentralización                   | Decreto 14-2002 del Congreso de la República de Guatemala. Regula el deber constitucional del Estado, y por ende del municipio, de promover y aplicar la descentralización y desconcentración económica y administrativa.                                |

El gobierno de los municipios de Guatemala está a cargo de un Concejo Municipal mientras que el código municipal —que tiene carácter de ley ordinaria y contiene disposiciones que se aplican a todos los municipios de Guatemala— establece que «el concejo municipal es el órgano colegiado superior de deliberación y de decisión de los asuntos municipales […] y tiene su sede en la circunscripción de la cabecera municipal». Por último, el artículo 33 del mencionado código establece que «[le] corresponde con exclusividad al concejo municipal el ejercicio del gobierno del municipio».
El concejo municipal se integra con el alcalde, los síndicos y concejales, electos directamente por sufragio universal y secreto para un período de cuatro años, pudiendo ser reelectos.
Existen también las Alcaldías Auxiliares, los Comités Comunitarios de Desarrollo (COCODE), el Comité Municipal del Desarrollo (COMUDE), las asociaciones culturales y las comisiones de trabajo. Los alcaldes auxiliares son elegidos por las comunidades de acuerdo a sus principios, valores, procedimientos y tradiciones, estos se reúnen con el alcalde municipal el primer domingo de cada mes. Los Comités Comunitarios de Desarrollo y el Consejo Municipal de Desarrollo tiene como función organizar y facilitar la participación de las comunidades priorizando necesidades y problemas.
Los alcaldes que ha habido en el municipio son:
- 1996-2000: David Yol Hernández
- 2000-2004: César Andrade
- 2004-2008: Miguel López Barahona
- 2008-2012: Miguel López Barahona
- 2012-2016: Miguel López Barahona[6]
- 2016-2020: Miguel López Barahona
- 2020-2021: Hugo Leonel Mendoza Reyes (Interino)
- 2021-2024: Miguel López Barahona (usurpación)
- 2024-2028: Jose Lizandro Zamora

## Historia

### Tras la Independencia de Centroamérica
Luego de la Independencia de Centroamérica en 1821, el Estado de Guatemala estableció circuitos y distritos para la impartición de justicia por medio de juicios de jurados en 1825.  San Dionisio Pastores fue adjudicado al circuito de la Antigua en el distrito N.º8 (Sacatepéquez), el cual también incluía a la Antigua Guatemala, San Cristóbal Alto, San Miguel Milpas Altas, Santa Ana, Magdalena, San Juan Cascón, San Mateo, Santa Lucía, Santo Tomás, Embaulada, San Bartolomé, San Lucas, Santiago, Cauque, Jocotenango, San Felipe, Ciudad Vieja, San Pedro Las Huertas, Alotenango, San Lorenzo, San Antonio, Dueñas, Zamora, Urías, Santa Catalina, San Andrés y San Bartolomé Aguas Calientes, Santa María y San Juan del Obispo.

## Economía
Pastores es conocido la fabricación de botas, artesanías en barro, madera y producción de café.[cita requerida]